# Sermitsiaq (jornal)
O Sermitsiaq é o maior jornal da Gronelândia, publicado semanalmente às sextas-feiras na cidade de Nuuk. Editado em gronelandês e dinamarquês, é distribuído por todo o país. O seu nome provem da montanha Sermitsiaq.

O jornal foi publicado pela primeira vez a 21 de maio de 1958, em gronelandês como alternativa ao jornal em dinamarquês Mikken. Os dois jornais eram impressos em separado, sendo Mikken impresso aos sábados e o Sermitsiaq impresso às segundas-feiras durante 6 meses até que Mikken foi publicado pela última vez a 22 de novembro do mesmo ano.
Sermitsiaq era apenas um jornal local distribuído em Nuuk, a capital da Gronelândia, até que em 1980 se tornou nacional. O jornal é publicado em todas as sextas-feiras, enquanto a versão online é atualizada várias vezes por dia. 